# Teodoro e l'invenzione che non va
Teodoro e l'invenzione che non va (どんどんドメルとロン?, Dondon Domeru to Ron) è un anime italo-giapponese ispirato dalla serie di strisce a fumetti franco-belga Cubitus nata dalla matita di Dupa.

## Trama
Teodoro è un cane antropomorfo parlante, bianco, grasso e dalle zampe inferiori cortissime, molto pigro, che non vorrebbe fare altro che mangiare (spec. gli ossi) e dormire. Il suo padrone però è un pazzo professore che inventa le cose più strampalate che si possano immaginare e che di solito non funzionano mai. Questi personaggi così diversi vivranno quindi innumerevoli avventure molto divertenti. Passa molto tempo con il padrone, ma dorme in una cuccia dalle fattezze di una casa in miniatura tutta per lui. 
Come ogni cane che si rispetti, anche Teodoro deve entrare in conflitto con un gatto bianconero (anch'esso antropomorfo e parlante) che fa di tutto per provocarlo e organizzargli dispetti o scherzi stupidi di ogni genere, sabotando anche le invenzioni del professore, che poi finisce sempre per dare la colpa al cane. 
Pur essendo un cane, ha sentimenti umani ed è quindi innamorato segretamente di Linda, una ragazzina sua vicina di casa.

## Sigle TV
Ci sono due sigle italiane di questo cartone. La prima per la trasmissione su Italia 1, dal titolo Teodoro e l'invenzione che non va, è stata incisa e cantata da Cristina D'Avena, mentre invece la seconda per la sola replica su Fox Kids, fatta sulla base e la traduzione dell'intro originale statunitense, è cantata da Rachelle Cano.

## Doppiaggio
| Personaggio      | Doppiatore originale | Doppiatore italiano |
| ---------------- | -------------------- | ------------------- |
| Teodoro (Dommel) | Naoki Tatsuta        | Sante Calogero      |
| Professore (Ron) | Kaneta Kimotsuki     | Antonio Paiola      |
| Linda (Cherry)   | Mīna Tominaga        | Jasmine Laurenti    |
| Gatto (Ratso)    | Rica Matsumoto       | Diego Sabre         |
| Bea (Beatrix)    | Kazuko Sugiyama      | Lidia Costanzo      |

## Episodi
1. L'aspirapolvere nuovo
2. Pazze invenzioni
3. Il mostro del lago Nass
4. Chi crede all'oroscopo
5. Trappola per topi
6. Fiuto da investigatore
7. Pattinaggio sul ghiaccio
8. Alla ricerca dei pesci
9. Teodoro scalatore
10. Piloti dilettanti
11. Buon compleanno Teodoro!